# Pseudonymita
Pseudonymita je stav, kdy je nahrazena identita pseudonymem jakožto jinou identitou.[zdroj?] Anonymita je naproti tomu stav, kdy anonym nemá žádnou identitu. Proces, kterým se identita skrývá (nikoli však odstraňuje) se nazývá pseudonymizace. Ta se provádí například k zabezpečení osobních údajů podle GDPR.